# Долина (Івано-Франківський район)
Доли́на — село в Україні, у Олешанській сільській громаді Івано-Франківського району Івано-Франківської області.

## Історія
Вперше село згадується у 1443 році в книгах галицького суду. Позначене військовим картографом Г. Л. де Бопланом на Спеціальній карті України (7-й лист) (1638—1645 рр.).
У 1934—1939 роках село входило до об'єднаної сільської ґміни Олєша Тлумацького повіту.
У 1939 році в селі мешкало 1 670 осіб, з них 1 550 українців-грекокатоликів, 100 українців-римокатоликів (наприкінці 1930-х років перейшли на латинський обряд) і 20 євреїв.
25 листопада 1963 року постановою облвиконкому № 735 в Городенківському районі до Долини приєднано сусіднє село Суходіл.
13 вересня 2016 року, в ході децентралізації, Долинська сільська рада об'єднана з Олешанською сільською громадою.
17 липня 2020 року, в результаті адміністративно-територіальної реформи та ліквідації Тлумацького району, село увійшло до складу Івано-Франківського району.

## Храми
Дерев'яний храм Покрови Пресвятої Богородиці, збудований 1882 року та парафія котрого належить до Тлумацького благочиння Івано-Франківської єпархії ПЦУ. Настоятелем храму є митрофорний протоієрей Микола Іванович Куцук.

## Музей
У селі діє народний музей скульптора Михайла Бринського, а також планується створення музею земляка, учасника визвольних змагань, представника славетного роду Бринських — Василя Бринського.

## Пам'ятки, меморіали
В центрі села гранітний обеліск з лицарським хрестом — стела, присвячена полеглим воякам 1-ї УД УНА та на якій викарбувано імена й прізвища полеглих долинян — борців за волю України у 1943—1957 роках — 95 воїнів 1-ї Української дивізії УНА та дев'ятьох вояків УПА. У 1996 році відкрито пам'ятник учаснику визвольних змагань Василеві Бринському.
У Долинському лісі є природні водні джерела.

## Особистості

### Народилися
- Володимир Босацький — видатний лікар, науковець, засновник Прикарпатського центру репродукції людини.
- Василь Бринський (псевдо «Блакитний»; 25.04.1896-05.05.1945) — сотник УГА і полковник УПА, заступник окружного військового референта Станіславівського округу УПА[7].
- Михайло Бринський — український скульптор, академік скульптури Празької академії образотворчих мистецтв, чотар УГА.
- Михайло Гринів — доктор права, адвокат в Бучачі, голова Бучацького повітового комітету УНДО, розстріляний без суду 21 квітня 1940 року (секретна постанова ЦКВКП(б) від 5.03.1940) реабілітований 16 травня 1991 року[8];
- Федь Федорців — відомий галицький журналіст, публіцист, студентський і громадський діяч.
- Володимир Шкварчук — український письменник, публіцист. Член Національної спілки письменників України, член літературної спілки «Чернігів».

### Мешкали
- отець Іван Ляторовський (1839 — 10 лютого 1919 р.)[9] — священик УГКЦ, громадський діяч, батько фольклористки Меланії Рогозинської[10] — дружини міського голови Бучача Клима Рогозинського.